# Émile Vrand
Émile Vrand est un footballeur français né le 28 septembre 1928 à Valenciennes (Nord), ville où il est mort le 7 octobre 1986.

## Biographie
Effectuant son service militaire au 38e régiment de transmissions basé à Laval, il opère pendant quelques mois avec le Stade lavallois. 
Cet ailier évolue ensuite chez lui à l'US Valenciennes-Anzin. Il réalise un magnifique triplé à Colombes en demi-finale de la Coupe de France face à Saint-Etienne pour une victoire 3-1 qui lui ouvre les portes de la finale de la Coupe de France 1951. Malgré plusieurs occasions de but, il s'incline en finale contre son futur club, le Racing Club de Strasbourg, 3-0 à Colombes.
Trente ans après sa mort, une image de lui refait surface sur internet et illustre sa proximité avec le public du stade Nungesser.

## Carrière de joueur
- 1947-1948 :  Stade lavallois (PH)
- 1948-1951 :  US Valenciennes-Anzin (D2)
- 1951-1952 :  RC Strasbourg (D1)
- 1952-1953 :  CO Roubaix-Tourcoing (D1)[4]

## Palmarès
- Finaliste de la Coupe de France 1951 avec l'US Valenciennes-Anzin